# Catalina Tomàs

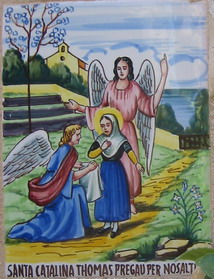
Een keramische tegelmuur van een Majorcaans huis met opschrift: Sint-Catalina Thomas, bid voor ons.

Catalina Tomàs (Catalaans: Caterina Tomàs i Gallard) (Valldemossa, 1 mei 1533 - Palma de Mallorca, 5 april 1574) is een heilige van de Rooms-Katholieke Kerk. Op 3 augustus 1792 werd ze zalig verklaard door paus Pius VI en op 22 juni 1930 heilig verklaard door paus Pius XI.
De herdenkdatum van Sint-Catalina Tomàs op de rooms-katholieke kalender is 5 april, haar overlijdensdatum. Echter, in Valldemossa wordt ze herdacht met een groot feest op 27 en 28 juli.